# Mahorčič
Mahorčič je priimek več znanih Slovencev:
- Franjo Mahorčič (1911—1975), metalurg
- Rajmund Mahorčič (1840—1895), politik